# Celina Escher
Pour les articles homonymes, voir Escher.
Celina Escher est une réalisatrice suisse et salvadorienne.

## Biographie
Celina Escher étudie l'art en Suisse, le film de fiction à Mexico et le film documentaire à l'EICTV, à San Antonio de los Baños. En 2021, elle réalise Nuestra libertad est son premier long métrage. Au Salvador, les femmes qui recours au service d'urgence obstétricale sont automatiquement suspectées d'avoir subi un avortement. Elles sont emprisonnées et condamnées pour meurtre. Le Salvador est un des pays où la législation est la plus dure. Les féminicides ne sont pas punis, la maternité précoce est ignorée et les fausses couches sont jugées comme si les femmes étaient des criminelles.
Teodora Vázquez, est l'une d'entre elles. Teodora Vázquez a passé dix ans en prison. Enceinte de neuf mois, elle est agressée dans un bus. Trois jours plus tard, elle accouche d'un bébé mort-né, sur son lieu de travail. La police l'arrête et l'emmène directement en prison. Elle est condamnée à 30 ans de prison pour homicide aggravé. En 2018, la cour suprême de justice commue sa peine. Elle est libérée .

## Films
- Motriz, 13 min, 2016
- Verde olivo, 12 min, 2017
- Luz para ellas, 2018
- Nuestra libertad (Fly so far), 88min, 2021